# Zinnorganische Verbindungen
Zinnorganische Verbindungen (Organozinnverbindungen, OZV, Zinnorganyle) ist die Sammelbezeichnung für metallorganische Verbindungen mit einer oder mehreren Zinn-Kohlenstoff-Bindungen, die mit der allgemeinen Formel RnSnXm beschrieben werden können. Hierbei ist „R“ eine Kohlenwasserstoff-Gruppe und X eine andere beliebige Gruppe wie zum Beispiel ein Halogen, Wasserstoff oder eine Hydroxygruppe (OH).

## Geschichte
Die erste zinnorganische Verbindung wurde 1848 von Edward Frankland hergestellt, der durch Umsetzung von Ethyliodid mit elementarem Zinn eine klare farblose Flüssigkeit, das Diethylzinndiiodid erhielt:
{\displaystyle \mathrm {Sn+\ 2\ IC_{2}H_{5}\ {\xrightarrow[{}]{}}\ \ I_{2}Sn(C_{2}H_{5})_{2}\ } }
Aber erst fast 100 Jahre später begann die industrielle Nutzung von zinnorganischen Verbindungen als entdeckt wurde, dass insbesondere Diorganozinnverbindungen dazu genutzt werden können, um Polyvinylchlorid (PVC) gegen thermische und photochemischen Abbau zu stabilisieren. In Deutschland wurde zuerst 1950 Triphenylzinnacetat als Pestizid eingesetzt.

## Herstellung
Zinnorganische Verbindungen lassen sich über verschiedene Wege herstellen. So reagieren Zinn(IV)halogenide, wie Zinntetrachlorid, bei Umsetzung mit metallorganischen Verbindungen, wie Grignard-Verbindungen, unter Bildung der entsprechenden Zinnorganyle:
{\displaystyle \mathrm {SnCl_{4}+\ 4\ MR\ {\xrightarrow[{}]{}}\ \ SnR_{4}\ +4MCl\ \ M=MgCl,Li,Al\ \ R=} {\text{ organischer Rest}}}
Eine weitere Möglichkeit bietet die Wurtz-Reaktion, bei der Zinntetrachlorid mit Alkylhalogeniden in Gegenwart von elementarem Natrium reagiert:
{\displaystyle \mathrm {SnCl_{4}+\ 4\ ClR\ {\xrightarrow[{-8NaCl}]{+8Na}}\ \ SnR_{4}\ \ M=MgCl,Li,Al\ \ R=} {\text{ organischer Rest}}}
Organozinnhalogenide werden meist aus Tetraorganozinnverbindungen durch elektrophile Substitution gewonnen:
{\displaystyle \mathrm {SnR_{4}+\ XY\ {\xrightarrow[{}]{}}\ \ R_{3}SnX+\ RY\ R={\text{ organischer Rest}},\ XY=SnCl_{4},HCl,HBr,I_{2},Br_{2},Cl_{2}} }
Gemische zinnorganischer Verbindungen lassen sich durch weitere Alkylierung von teilweise halogenierten zinnorganischen Verbindungen herstellen:
{\displaystyle \mathrm {SnR_{2}Cl_{2}+\ 2\ LiR'\ {\xrightarrow[{}]{}}\ \ SnR_{2}R'_{2}\ +2LiCl\ \ R,R'={\text{ organische Reste}}} }
Zinnorganischer Verbindungen reagieren häufig unter Komproportionierung miteinander:
{\displaystyle \mathrm {Sn(CH_{3})_{4}+\ Cl_{2}SnBu_{2}\ {\xrightarrow[{}]{}}\ \ 2\ (H_{3}C)_{2}Sn(Bu)Cl\ \ Bu={\text{Butylgruppe}}} }
Alkylzinnhydride lassen sich durch Reaktion von Organozinnhalogeniden mit Reduktionsmitteln wie Lithiumaluminiumhydrid gewinnen:
{\displaystyle \mathrm {2\ R_{3}SnCl+\ LiAlH_{4}\ {\xrightarrow[{}]{}}\ \ 2\ R_{3}SnH+\ LiAlH_{2}Cl_{2}\ R=} {\text{ organischer Rest}}}
Diese reagieren mit Alkenen und Alkinen über eine Additionsreaktion:
{\displaystyle \mathrm {R_{3}SnH+\ H_{2}C=CHR\ {\xrightarrow[{}]{}}\ \ R_{3}Sn-CH_{2}-CHR\ \ R=} {\text{ organischer Rest}}}

## Verwendung
Zinnorganische Verbindungen können als Biozide unter anderem in Holzschutzmitteln, als Kunststoffadditive und in Katalysatoren eingesetzt werden. Von den Ende der 1990er Jahre weltweit jährlich produzierten 40.000 Tonnen zinnorganischer Verbindungen wurden etwa
- 76 % als Stabilisatoren für PVC
- 10 % als Biozide in Unterwasser-Anstrichen
- 8 % als landwirtschaftliche Fungizide und
- 5 % als Katalysatoren bei der Herstellung von Polyurethan-Schäumen und Silikonen

verwendet. Dabei haben zinnorganische Verbindungen den Vorteil, dass sie eine relativ geringe Pflanzentoxizität (Phytotoxizität) besitzen und sich in der Umwelt rasch in harmlose Verbindungen umwandeln. Aufgrund ihrer Ökotoxizität und den  Auswirkungen auf die menschliche Gesundheit ist die Verwendung von zinnorganischen Verbindungen in der Europäischen Union (EU) weitgehend verboten (siehe Abschnitt Toxische Eigenschaften).
1999 wurden weltweit ca. 75.000 Tonnen Organozinn-verbindungen eingesetzt. In Europa wurden folgende Mengen verwendet:
| Tonnen                           | 2002      | 2007      |
| -------------------------------- | --------- | --------- |
| PVC-Stabilisatoren               | 15000     | 16000     |
| Katalysatoren                    | 1300–1600 | ~2000     |
| Andere Anwendungen               |           |           |
| • Glasbeschichtung               | 760–800   | 760–800   |
| • Biozide in Anti-Fouling-Farben | 1250      | sinkend   |
| • Synthese                       | <150      | ~500      |
| • Biozide (andere)               | <100      | sinkend   |
| • Pestizide                      | 100       | unbekannt |
| Gesamt                           | ~19000    | ~21000    |

Zinnorganische Verbindungen werden in der organischen Synthese in einer ganzen Reihe von Reaktionen, wie bei der Herstellung von lithiumorganischen Verbindungen oder für Dehalogenierungsreaktionen verwendet.

## Toxische Eigenschaften
Die toxischen Eigenschaften zinnorganischer Verbindungen variieren mit der Anzahl und Art der organischen Substituenten (R), die meisten  werden inzwischen als giftig eingestuft und muss daher mit entsprechender Vorsicht gehandhabt werden. Die toxische Wirkung zielt insbesondere auf die Nieren, das zentrale Nervensystem, Leber, Nebennieren, Thymus, Milz, Harnblase, Hoden und Nebenhoden.
Vereinfacht können zinnorganische Verbindungen für industriell verwendete Stoffe wie folgt zusammengefasst werden:
- Tetra-Organozinn-Verbindungen, R4Sn, sind sehr stabil, haben praktisch keine biozide Wirkung und sind nahezu ungiftig. Allerdings zersetzen sich viele oder werden in einem Organismus durch Stoffwechselprozesse in die giftigen Triorganozinnverbindungen umgewandelt.[7]
- Tri-Organozinn-Verbindungen, R3SnX, stellen die toxischste Gruppe der zinnorganischen Verbindungen dar. Trialkylzinnverbindungen mit linearem organischen Rest können aufgrund ihrer hohen Pflanzentoxizität (Phytotoxizität) nicht als landwirtschaftliche Biozide eingesetzt werden.
Zu der Gruppe der Tri-Organozinn-Verbindungen gehören das Tributylzinnhydrid, welches als biozider Bestandteil in Antifouling-Anstrichen für Schiffsrümpfe verwendet wurde, sowie Tributylzinnoxid (TBTO) und Tributylzinnchlorid (TBTC).
- Di-Organozinn-Verbindungen, R2SnX2, haben, mit Ausnahme der Diphenylverbindungen, nur eine geringe antibakterielle und toxische Aktivität.
- Mono-Organozinn-Verbindungen, RSnX3, sind nicht biozid und haben nur eine geringe Toxizität gegenüber Säugetieren.

Der Einsatz von zinnorganischen Verbindungen ist aufgrund ihrer Ökotoxizität rückläufig. Beispielsweise ist das früher als Antifouling-Wirkstoff in Schiffsanstrichmitteln eingesetzte Tributylzinnoxid (TBTO) aufgrund seiner hohen Ökotoxizität in vielen Ländern (eingeschränkt) verboten. In der EU ist der Einsatz von Phenylzinnverbindungen in der Landwirtschaft als Fungizide seit 1998 und als Algizide und Molluskizide in Anti-fouling-Farben seit 2003 verboten. Aufgrund ihrer Wirkung auf den Menschen und Tiere sind trisubstituierte zinnorganische Verbindungen (Tributylzinn, Triphenylzinn u. a.) in Deutschland seit Juni 2010 in Verbraucherprodukten verboten.
Disubstituierte zinnorganische Verbindungen (z. B. Dimethylzinn- und Dibutylzinn- und Dioctylzinnverbindungen u. a.) seit Januar 2012.
Gemäß der geltenden EU REACH-Verordnung (Verordnung (EG) Nr. 1907/2006) dürfen zinnorganische Verbindungen nicht als Stoffe oder Gemische verwendet und in Verkehr gebracht werden, die als Biozide, in der Wasseraufbereitung, in verschiedenen Produkten und Erzeugnissen wie PVC, Farben oder Textilien eingesetzt werden. Diese Organozinnverbindungen werden vom Umweltbundesamt laufend auf die Notwendigkeit einer Zulassungspflicht überprüft.

## Vorkommen in der Umwelt
Zinnorganische Verbindungen sind weltweit in der Umwelt zu finden, wobei ein Teil durch natürliche Prozesse (Biomethylierung) entstanden, der andere durch Herstellung und Gebrauch in die Umwelt gelangt ist.
Zinnorganische Verbindungen wurden u. a. in Hausstaub und Hafensedimenten nachgewiesen.